# Josef Grmela
Josef Grmela (26. července 1942, Prostějov – 2. května 2020, Praha) byl český anglista, amerikanista a vysokoškolský pedagog. Působil na Filozofické fakultě UPJŠ v Prešově v letech 1970–1993. Mezi lety 1991 a 1992 byl jejím proděkanem. V letech 1993–2020 působil na Pedagogické fakultě Univerzity Karlovy v Praze. Je autorem nebo spoluautorem řady publikací a učebnic. Jeho odborným zájmem byla především americká literatura.

## Studium a vědecká činnost
Josef Grmela vystudoval angličtinu a němčinu na Filozofické fakultě Masarykovy univerzity v Brně. Rigorózní práci s názvem Obraz velkoměsta v americké literatuře 19. a počátku 20. století obhájil v roce 1977 na Univerzitě Karlově v Praze. O osm let později dokončil a obhájil na Masarykově univerzitě v Brně dizertační práci s názvem Měnící se koncepce a literární techniky v americké literatuře konce 19. a začátku 20. století. Habilitační práci Trendy súčasnej americkej literatúry obhájil v roce 1989 na Univerzitě Komenského v Bratislavě.
Josef Grmela se specializoval na anglickou a americkou prózu a teorii literatury. Zkoumal také českou percepci amerických a irských spisovatelů. Věnoval se psaní skript a učebnic. Spolu s Martinem Hilským, Jiřím Markem a Evou Olivierusovou napsal Dějiny anglické literatury a Antologii anglické literatury.  

## Výběrová bibliografie
- GRMELOVÁ, Anna. GRMELA, Josef. Theory of literature for students of English: an introduction. Košice: Univerzita Pavla Jozefa Šafárika, 1978.
- GRMELOVÁ, Anna. GRMELA, Josef. An anthology of criticism of the 18th and 19th century English novel. Košice: Universita P.J. Šafaříka, 1989.
- GRMELA, Josef. HILSKÝ, Martin. MAREK, Jiří. OLIVERIUSOVÁ, Eva. Antologie anglické literatury. Praha: SPN, 1984.
- GRMELA, Josef. HILSKÝ, Martin. MAREK, Jiří. OLIVERIUSOVÁ, Eva. Dějiny anglické literatury. Praha: SPN, 1988.
- GRMELA, Josef. Some problems of the critical reception of Stephen Crane's „Maggie, a girl of the streets.“ Online. Brno studies in English. 1991, roč. 19, č. 1, s. [149]–156. ISSN 0231-5351. Dostupné z: https://hdl.handle.net/11222.digilib/104408. [cit. 2024-01-04].